# Filip Filipović (vaterpolist)
Filip Filipović (Beograd, 2. svibnja 1987.), ljevoruki srbijanski vaterpolist, najbolji strijelac SP u Rimu 2009. s 20 pogodaka (18 ne računajući rulet peteraca). Član Pro Recca od sezone 2009./10., prije Partizana. Od sezone 2012./13. član kragujevačkog Radničkog. Od sezone 2014./15. ponovno igra za Pro Recco.

## Nagrade
Proglašavan je dva puta za najboljeg  vaterpolista svijeta. Prvi put 2009. godine po izboru LEN magazina, a drugi put 2011. u  izboru FINE.
Na  Svjetskom prvenstvu 2011. U Šangaj u je izabran za najkorisnijeg igrača.